# Entomobrya corticalis
Entomobrya corticalis är en urinsektsart som först beskrevs av Hercule Nicolet 1842.  Entomobrya corticalis ingår i släktet Entomobrya, och familjen brokhoppstjärtar. Arten är reproducerande i Sverige.